# 1120 Cannonia
1120 Cannonia är en asteroid i huvudbältet som upptäcktes den 11 september 1928 av den ryska astronomen Pelageja Sjajn. Dess preliminära beteckning var 1928 RV. Den namngavs senare efter den amerikanska astronomen Annie Jump Cannon, som klassificerade spektraltypen för ungefär 225 000 stjärnor i den då banbrytande Henry Draperkatalogen (1918-1924).
En oberoende upptäckt av asteroiden gjordes två dagar senare av Grigory Nikolaevich Neujmin och tio dagar senare av Eugène Joseph Delporte.
Den tillhör asteroidgruppen Flora.
Cannonias senaste periheliepassage skedde den 18 mars 2021.[Uppdatering behövs] Beräkningar har gett vid handen att asteroiden har en rotationstid på 3,816 timmar.